# Saint-Martin-du-Tertre (Yonne)
 Saint-Martin-du-Tertre  es una comuna y población de Francia, en la región de Borgoña, departamento de Yonne, en el distrito de Sens y cantón de Sens Oeste.
Su población en el censo de 1999 era de 1.445 habitantes. Forma parte de la aglomeración de Sens.
Está integrada en la Communauté de communes du Sénonais .

## Demografía
| 788 | 922 | 975 | 1273 | 1313 | 1445 |
| Para los censos de 1962 a 1999 la población legal corresponde a la población sin duplicidades (Fuente: INSEE [Consultar]) |     |     |      |      |      |